# Донга (річка)
Донга — річка в Україні, на Кримському півострові. Ліва притока Качі (басейн Чорного моря).

## Опис
Довжина річки приблизно 7,26 км, найкоротша відстань між витоком і гирлом — 6,27  км, коефіцієнт звивистості річки — 1,16 .

## Розташування
Бере початок на західній стороні від Ялтинського гірсько-лісового природного заповідника. Тече переважно на північний захід понад горами Кемаль-Егерек, Басман і на північно-східній стороні від гори Кермен впадає у річку Качу.
Неподалік від річки на відстані приблизно 1,35 км проходить автошлях Р34.